# Augustodunum
Ne doit pas être confondu avec Augustodurum.
Augustodunum est le nom celtique latinisé de l'ancienne cité d'Autun, formé d'Augusto et dunum. La grande cité apparaît vers 16-13 av. J.-C., fondée par l'empereur Auguste au bord de l'Atuvaros (Arroux) et sur l'axe majeur des Éduens qui relie Bibracte à Cavillonum. Rome cherche à affirmer son pouvoir et veut éclipser l'oppidum de Bibracte. Chef-lieu de la civitas, la grande cité devient un centre administratif, économique, politique et intellectuel, un relais du pouvoir romain, la capitale des Éduens. Aucune ville de la province de Gaule lyonnaise, mis à part Lugdunum (Lyon), ne peut se comparer à Augustodunum qui se pare du titre de « soror et aemula Romae », (sœur et émule de Rome). Elle fut peut-être élevée au rang de colonie sous Auguste, puis à nouveau honorée sous Claude, obtenant le nom de Colonia Iulia Polla Florentia Augustodunum.
La population de Bibracte s'y déplace.
Autour des écoles de Droit et de Lettres les notables encouragent le développement d'un enseignement de qualité. L'étude de la géographie et de l'histoire y tient une place importante. « toute la plus noble jeunesse des Gaules » s'y réunissait dit Tacite. Ses écoles méniennes sont réputées et constituent un centre de vie intellectuelle et littéraire intense. « Le grec y était connu et pratiqué ; des professeurs, des gens de lettres venaient d'Italie et de Grèce ». Avec Eumène, grand défenseur des Écoles méniennes, Augustodunum laisse à la Bourgogne un illustre orateur, un rhéteur de grande réputation. La cité, trop à l'écart des grandes voies de communication connaîtra un déclin progressif.

## Histoire
Les premiers indices d'une occupation humaine antérieure à la période augustéenne sur le site sont découverts en 2013. La cité d'Augustodunum (Autun) est fondée durant le règne d'Auguste : son nom antique signifie « la forteresse d'Auguste » (voir article dun). Elle est destinée à remplacer Bibracte, capitale des Éduens, afin de remercier ce peuple de son alliance ancestrale avec Rome. Auguste manifeste ainsi la volonté de créer en Gaule une grande cité qui montrerait la puissance romaine. Augustodunum est donc dotée de splendides monuments.
La création d'Autun attira les populations environnantes et notamment les habitants de Bibracte, l'oppidum éduen, qui tomba peu à peu dans l'oubli.
Prise par Julius Sacrovir en l'an 21, elle fut le foyer de la révolte de ce Gaulois, qui se tua aux environs.
Au IIIe siècle, elle se révolte contre la domination de l'empire des Gaules et se rallie à l'empereur Claude II. Elle fut assiégée en 270 (en) durant sept mois, prise et saccagée par l'usurpateur Victorinus. Elle fut relevée de ses ruines sous la tétrarchie, le siège et la reconstruction ont été évoqués une génération après ces événements par des rhéteurs gaulois de l'école d'Autun, en 298 par Eumène et en 311 par un anonyme dans son panégyrique de Constantin,.

## Voies romaines et itinéraires

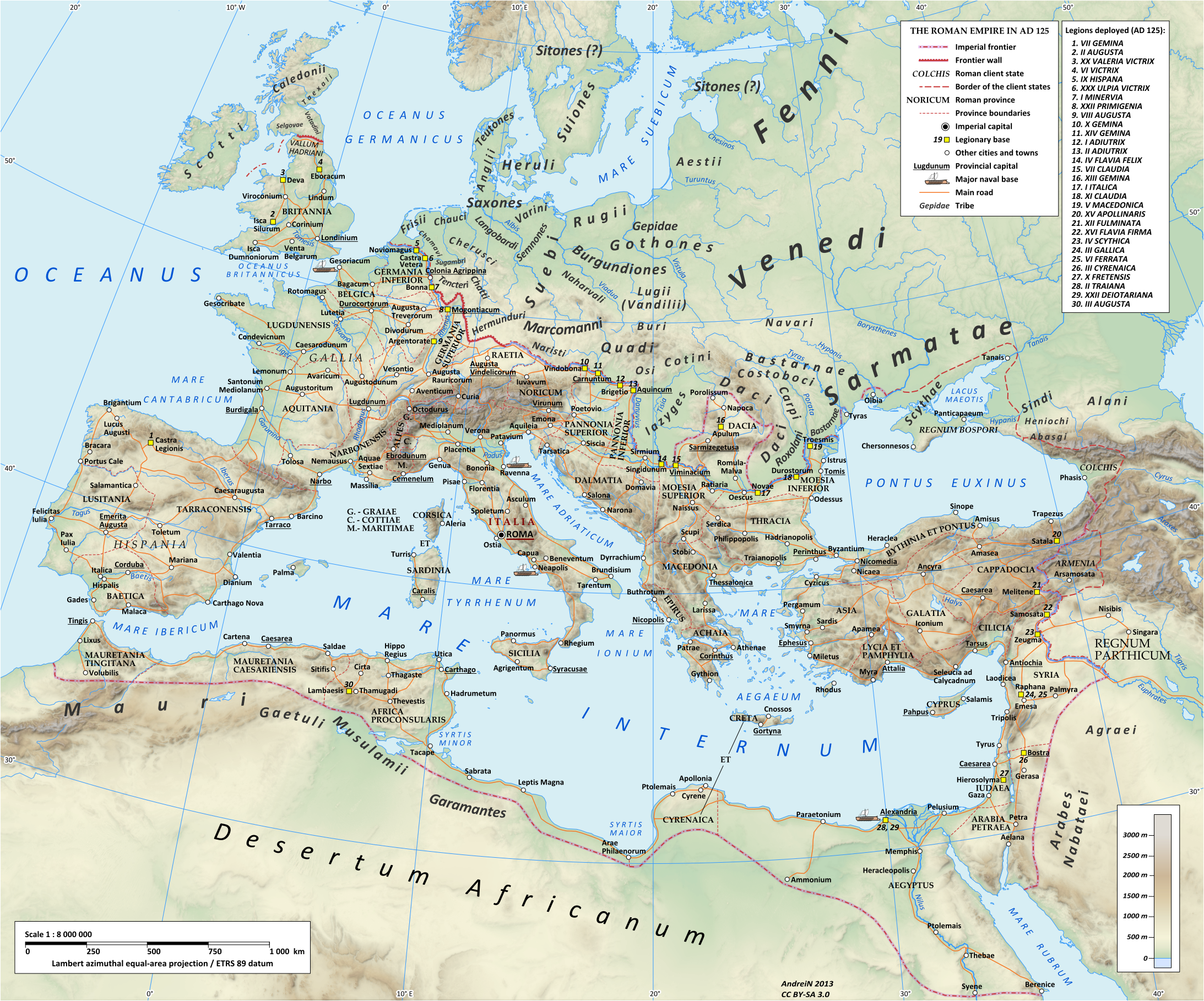
Carte des principales voies romaines sous Hadrien (vers 125). Augustodunum est connectée au réseau d'Agrippa.

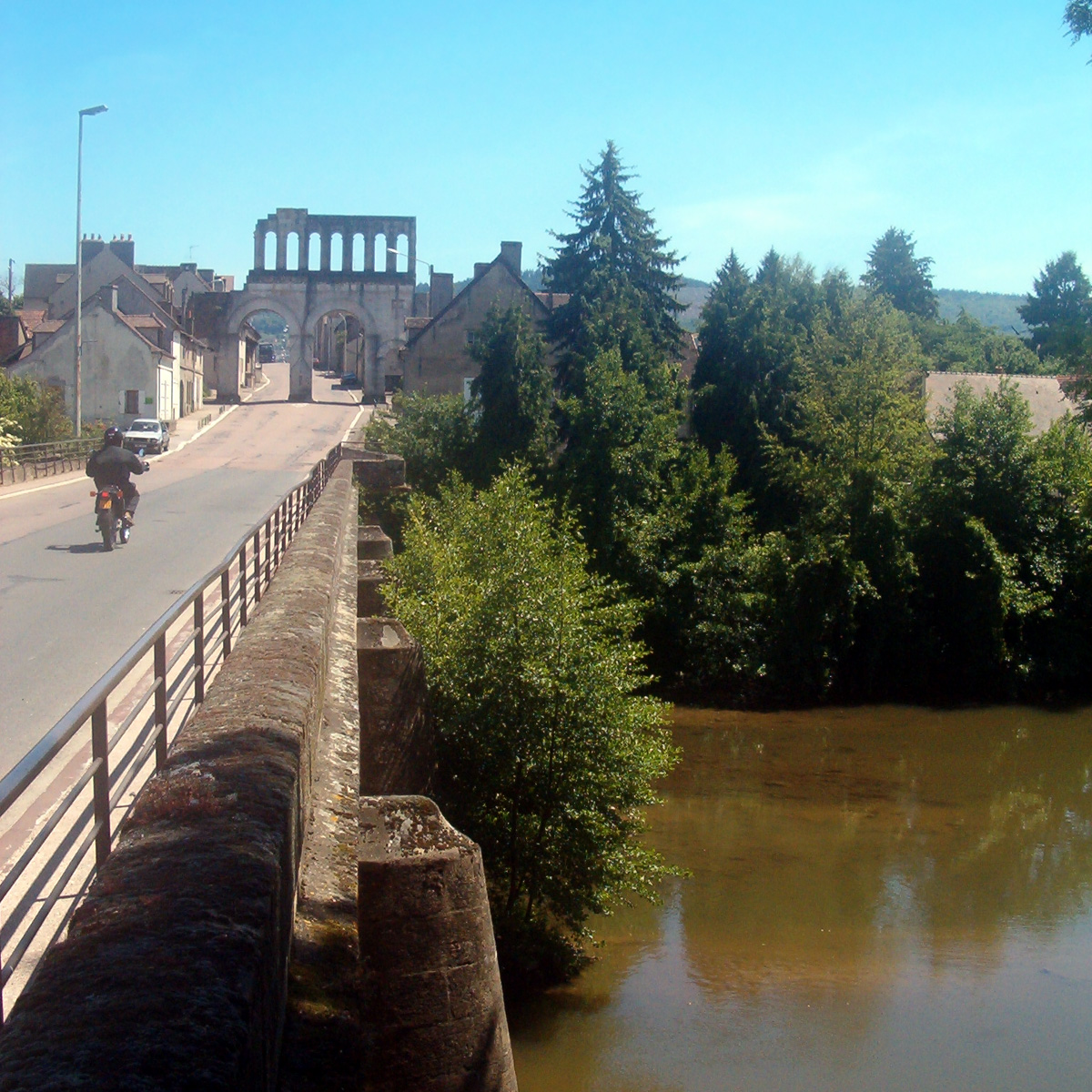
Porte d'Arroux au nord d'Autun.

La création de la ville, sur la rive gauche de l'Arroux, a incontestablement déplacé les anciens axes de communication qui se rendaient à Bibracte. À partir d'Autun, on peut aisément repérer un réseau routier développé en étoile, récupérant partiellement des voies antérieures. Pas moins de quatorze voies aboutissent à la ville, dont deux importantes, la voie dite d'Agrippa, de Lyon à Gesoriacum par Chalon-sur-Saône, Autun, Auxerre, Sens et Beauvais, et la transversale mettant en communication l'est et le centre, Besançon et Bourges, par Beaune, Autun et Decize.
- La voie de Cabillonum (Chalon-sur-Saône) sort de l'enceinte par la porte méridionale de la ville, dite Porte de Rome, elle continue d'abord en ligne droite. À 120 m environ, elle atteint d'abord le ruisseau de l'Accoron et le franchit sur un petit pont.
- La voie d'Autessiodurum (Auxerre) sort d'Autun par la porte d'Arroux. Elle se dirige d'abord selon l'alignement du cardo maximus et franchit l'Arroux, vraisemblablement sur un pont. Aussitôt après, se place une bifurcation : la branche de droite, orientée presque au nord, est la voie de Saulieu[CAG 71 1].
- La voie d'Andemantunnum (Langres), issue de la ville par la porte Saint-André, que l'on nomme aussi porte de Langres, prend la direction du nord-est et franchit aussitôt le ruisseau d'Accoron en direction d'Andemantunnum.
- La voie de Vesontio (Besançon) par Tavaux possède un tronc commun avec la voie de Langres.
- La voie de Troyes par Alésia sort par la porte d'Arroux et possède un tronc commun avec la voie de Langres.
- La voie d'Orléans se détache de la voie de Clermont au lieu-dit Pierrefitte.
- La voie de Clermont par Bourbon-Lancy sort d'Autun par la porte nord, dite porte d'Arroux. Aussitôt après avoir franchi le pont sur l'Arroux, on se trouve en présence d'un embranchement. La route de droite conduit à Saulieu et à Alise-Sainte-Reine.
- Le faisceau de routes issu de la porte d'Arroux se divise sous les murs d'Autun en deux branches. La branche dirigée vers le sud-ouest constitue la voie d'Autun à Clermont. De cette voie se détache, à 7 km environ du mur d'enceinte d'Autun, la voie de Decize par Saint-Honoré, qui conduit ensuite vers Bourges.

La ville d'Augustodunum figure sur la table de Peutinger, même si seules certaines voies sont mentionnées.

## Monuments

### L'enceinte
- La courtine

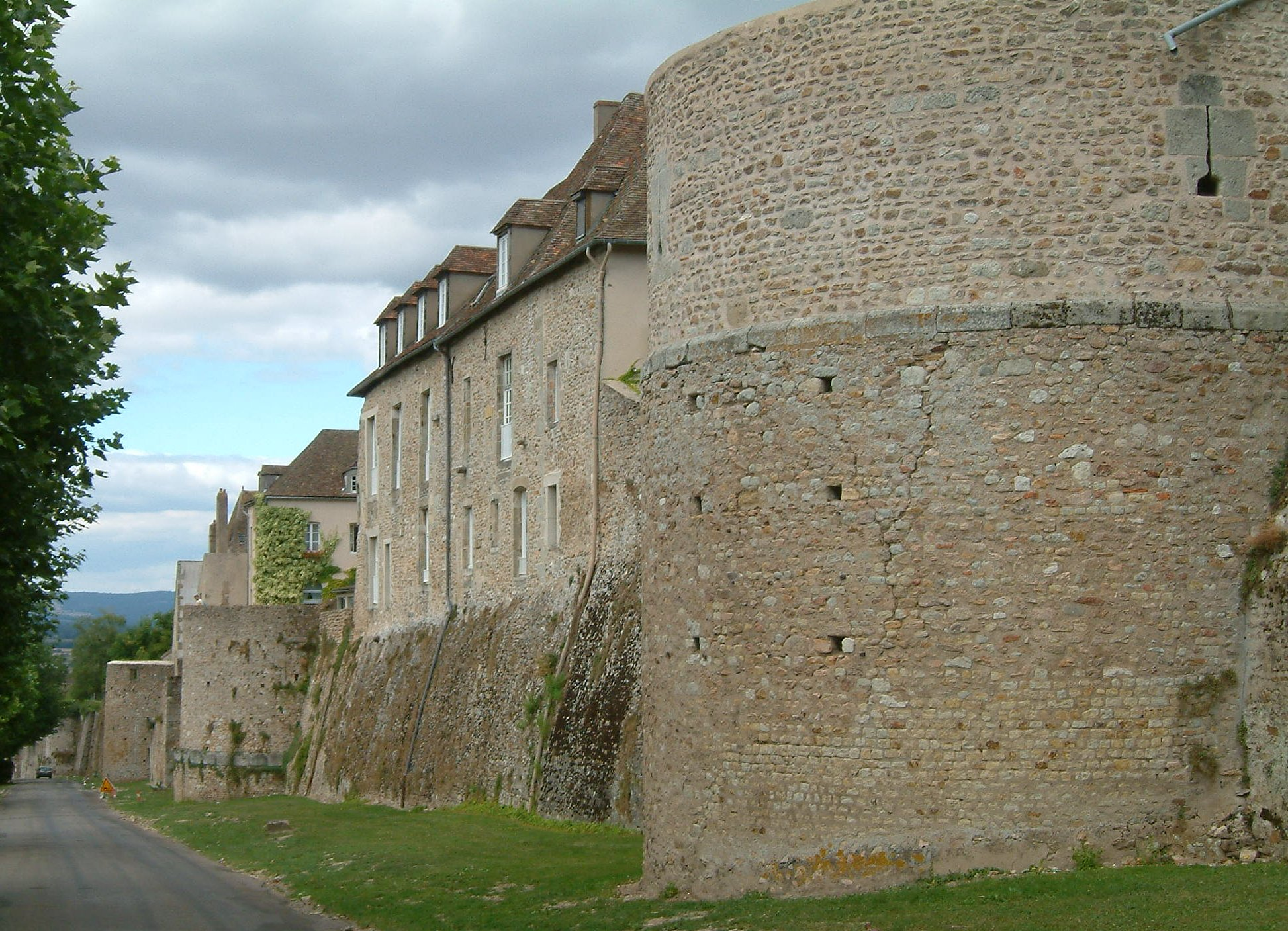
L'enceinte romaine d'Autun.

L'enceinte d'Autun est l'une des mieux conservées de la Gaule Romaine. Elle a été conçue sous l'empereur Auguste, fondateur de la cité. L'enceinte honorifique, longue de 6 025 mètres (ce qui la plaçait au troisième rang de la Gaule après Nîmes et Trèves),, comportait 57 tours. Positionnée au plus proche des rivières qui contraignent le site, elle a la forme d'un losange et enclot une superficie de 200 hectares environ. Son noyau est constitué d'un blocage de granite à deux micas et de gneiss d'extraction locale. Les parements présentent des assises régulières de petits moellons de grès du plateau d'Antully. Ces moellons sont taillés en « grains de maïs » afin d'améliorer la cohésion avec le blocage interne.
En se fondant sur les restes de la porte Saint-Andoche, on évalue la hauteur primitive de la courtine — sans doute crénelée, si l'on en croit des vestiges observés par J. Roidot — à 13 m. L'épaisseur moyenne de la muraille est constante et varie entre 2,40 m et 2,50 m. Le mode de construction est homogène sur tout le tracé.
Elle était percée de quatre portes, d'où partaient les principaux axes de communication : La porte de Rome (disparue, mais dont les fondations avaient été dégagées en 1610), la porte d'Arroux vers le nord, La porte Saint-André vers l'est et la porte Saint-Andoche vers l'ouest (une partie de la tour méridionale subsiste dans les vestiges de l'abbaye Saint-Andoche). Deux de ces quatre portes subsistent, aux extrémités des deux rues principales qui se coupaient à l'angle droit du cardo maximus et du decumanus maximus.
- Les tours

Les tours étaient toutes entièrement circulaires, contrairement à ce que peuvent laisser penser certains relevés incomplets du siècle dernier. Ces tours étaient initialement au nombre de 53 ou 54, selon que l'on admet ou non l'existence d'une tour entre le théâtre et l'amphithéâtre, sans compter les tours flanquant les quatre portes (qui ne sont pas circulaires, mais en forme de U).

### Porte Saint-André

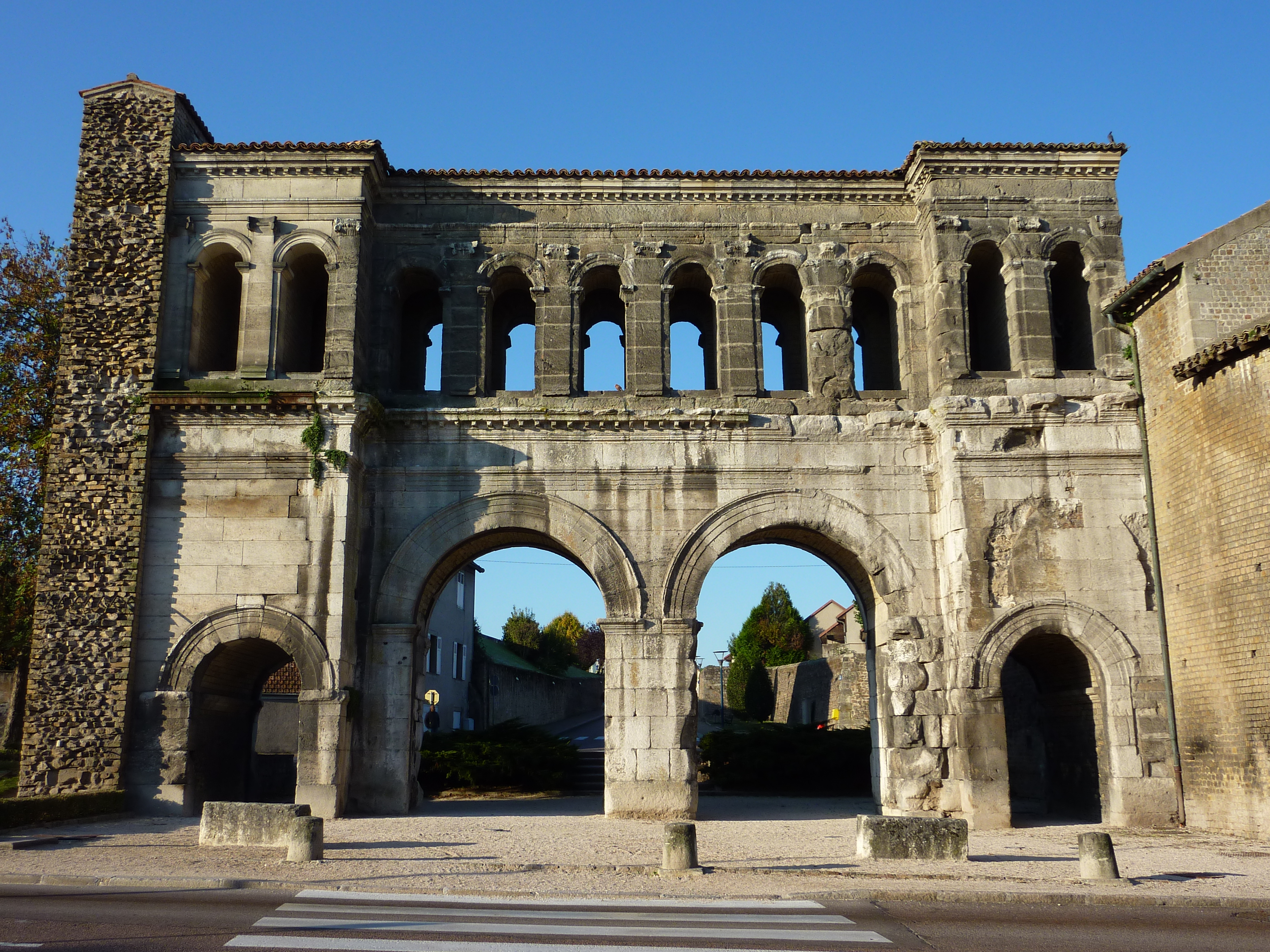
La porte Saint-André.

Dès le Ier siècle, la porte Saint-André, monumentale, fut l’entrée orientale du decumanus maximus, grand axe est-ouest de la cité. Comme toutes les autres portes de la ville, elle était flanquée de deux tours semi-circulaires, dont l'une est encore aujourd'hui conservée et abrite la chapelle Saint-André. Cette porte est haute de 14,50 m et large de 20 m.

### Porte d'Arroux

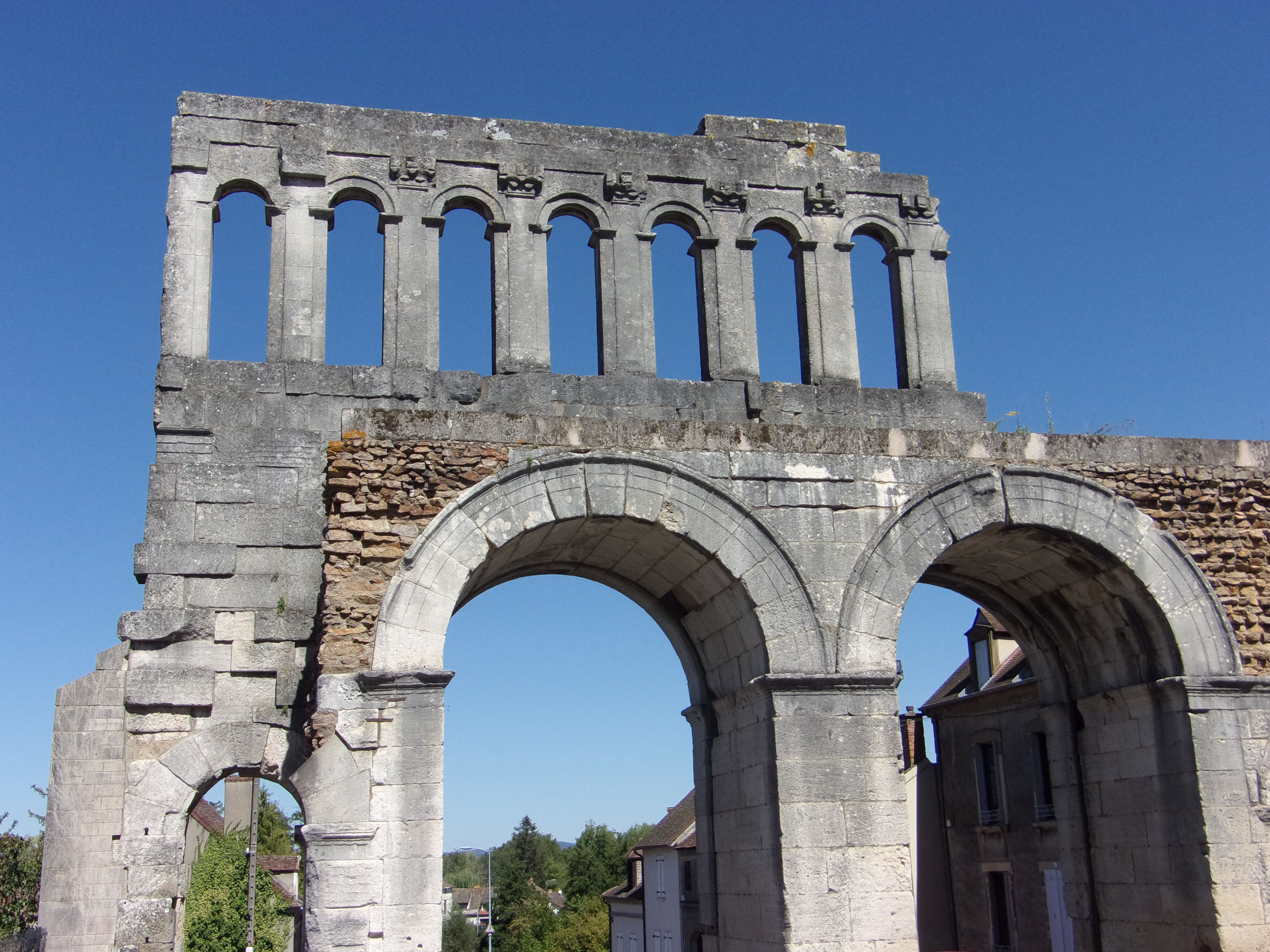
La porte d'Arroux.

La porte d'Arroux est située à l'extrémité nord de l'axe principal nord-sud de la ville : le cardo maximus. Ses deux tours semi-circulaires encadraient quatre arches : deux pour les chars, où sont visibles les rainures de la herse, et deux pour les piétons. Cette porte présente une hauteur de 17 m et une largeur de 19 m.

### Le théâtre

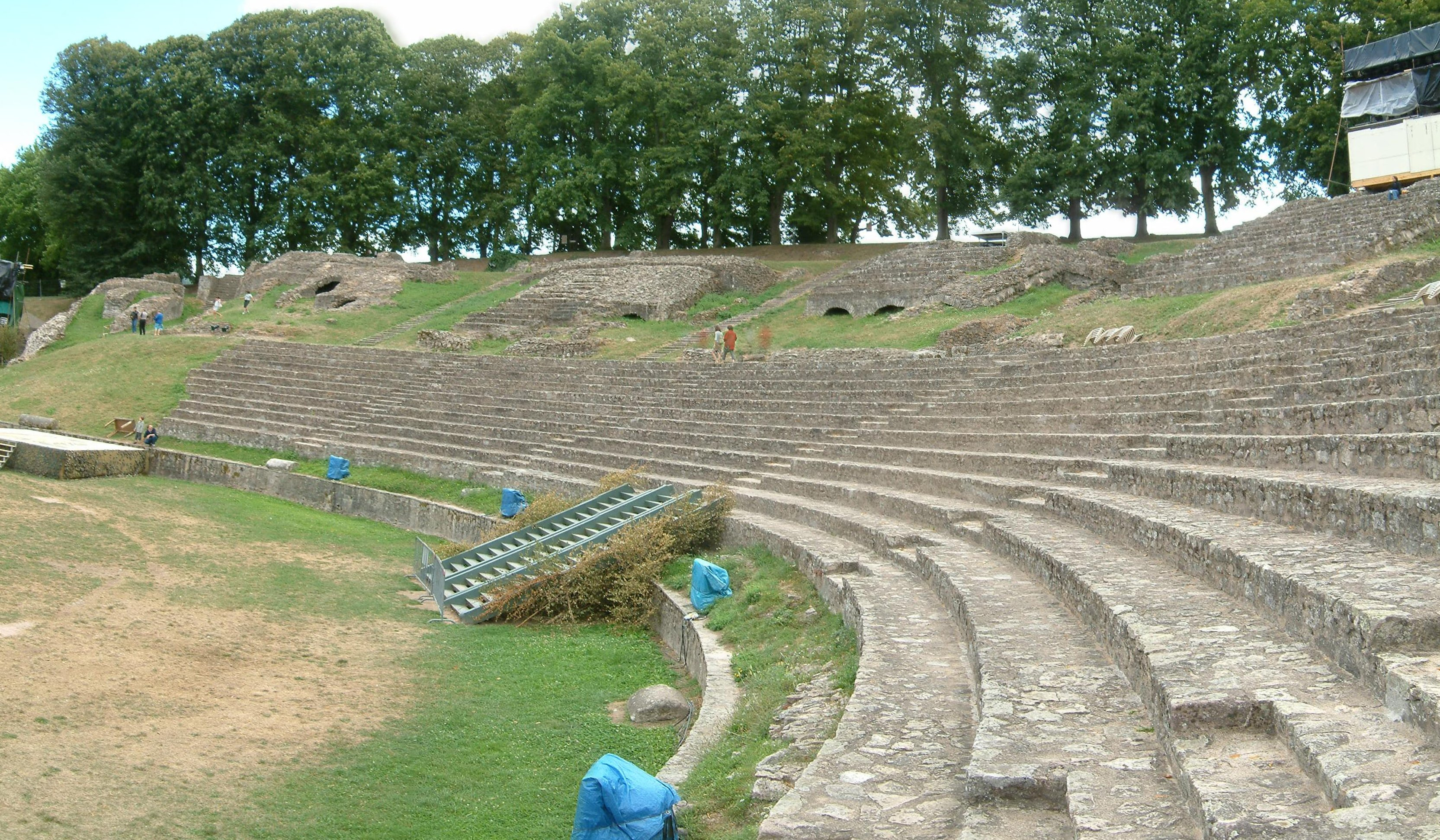
Le théâtre romain.

Le théâtre romain a été construit au début du IIe siècle apr. J.-C. Il pouvait contenir jusqu'à 20 000 personnes. Les dimensions du théâtre sont considérables. Son diamètre de 147,80 m, vérifié par des calculs récents, en fait le plus vaste théâtre antique connu de Gaule, et même du monde romain, avec le théâtre que Pompée édifia sur le Champ de Mars, dont les dimensions ne sont pas vraiment assurées. Si l'on compare à d'autres villes de Gaule, à la population plus importante, ces dimensions sont exceptionnelles.

### L’amphithéâtre

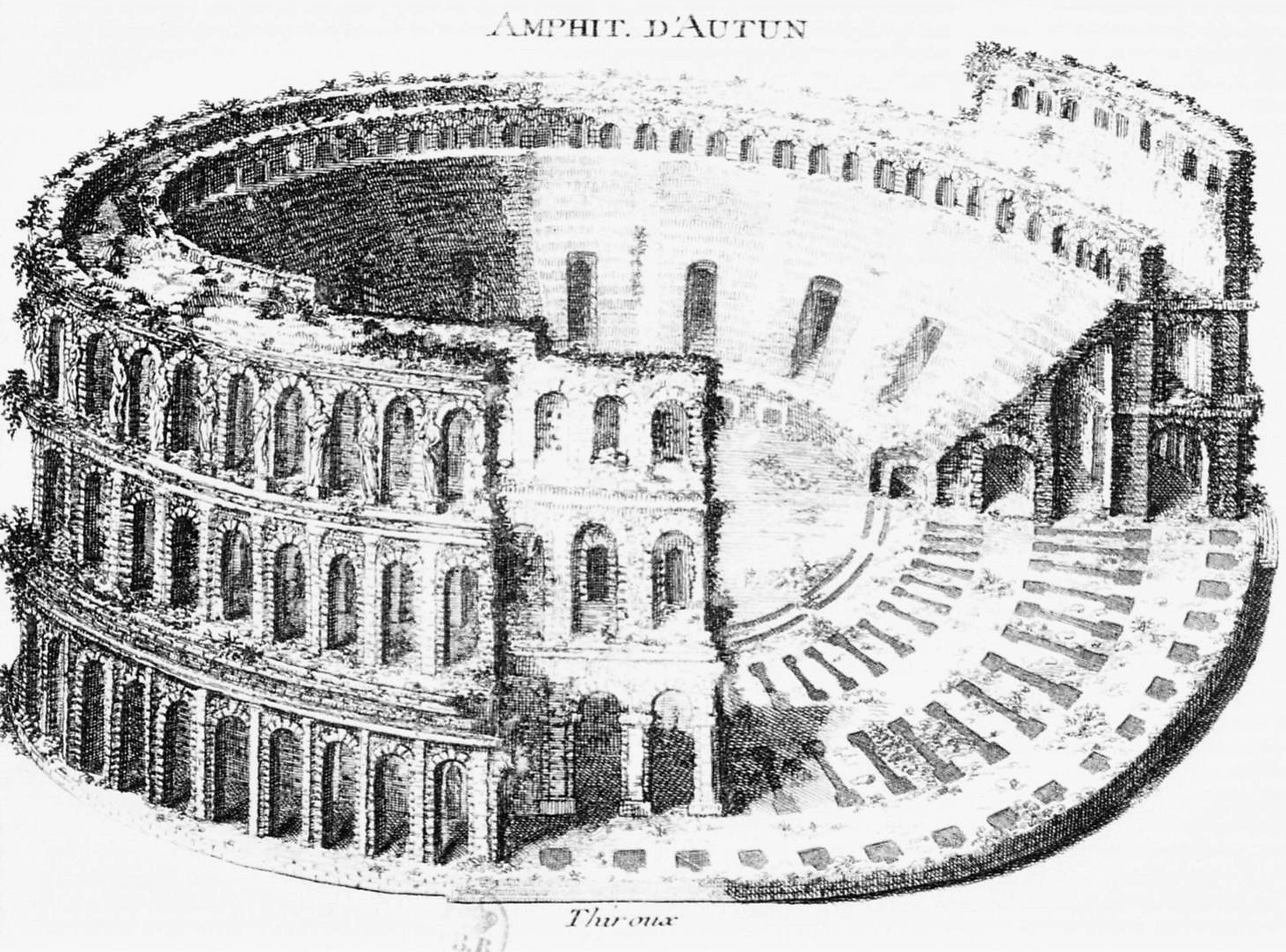
L'amphithéâtre représenté par Bernard de Montfaucon. Image sans valeur historique.

L'amphithéâtre, est situé à proximité du théâtre dans la partie orientale de l'enceinte. Aucun vestige n'en subsiste mais il est établi que ses dimensions atteignent au total 154 × 130 m et l’arène mesure 74 × 19 m. Il s'agit donc de l'un des plus grands amphithéâtres de Gaule connus. La réalisation de cet amphithéâtre se situerait entre le début de l'époque flavienne et celui du IIe siècle.
Il est possible qu'il ait succédé à un autre monument construit en matériaux périssables et que son édification, contemporaine de celle du théâtre, réponde à un plan organisé d'urbanisation qui regroupe dans ce secteur de la ville les monuments du spectacle.

### Le théâtre extra-muros
Un second théâtre extra-muros a été découvert en 1976 par prospection aérienne au lieu-dit le Haut-du-Verger à proximité du temple de Janus. Des sondages ont permis d'en préciser le plan.

### Le Cardo Maximus
Le cardo maximus, constitue véritablement l'axe de la ville, son épine dorsale. Élément essentiel de la scénographie urbaine, elle est profondément inscrite dans la topographie et sa trace se devine encore aujourd'hui. De direction sud-est/nord-ouest, elle relie la porte de Rome à la porte d'Arroux et constitue en fait le passage, à l'intérieur de la ville, de la via d'Agrippa. Son tracé, qui couvre 1 570 m, a été reconnu depuis longtemps.
Avec ses trottoirs, et sans compter les portiques, le cardo maximus occupe une largeur d'environ 16 m, ce qui lui confère un caractère monumental dans sa traversée de la ville. À partir de la Porte de Rome, cette rue gravit une pente rapide, suit le tracé de la rue de la Jambe-de-Bois, traverse la place de Charmasse, la partie orientale du centre hospitalier, passe sous les maisons 4 et 3 de la rue Mazagran, dans la cave du 30 rue Marchaux, sous la rue de Paris, puis suit la rue du Faubourg-d'Arroux jusqu'à la porte d'Arroux.

### Temple de Janus

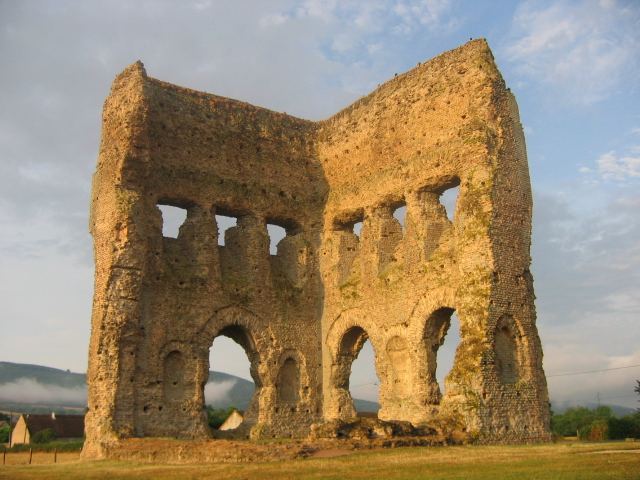
Temple de Janus.

Le temple de Janus date probablement du Ier siècle apr. J.-C. Ce sanctuaire fut construit de manière typiquement gallo-romaine sous la forme d'un fanum, à la manière des nombreux édifices gaulois en bois qui ont précédé la conquête romaine. Celui-ci est constitué d'une cella (salle de culte), sorte de tour de plan carré, culminant à 24 m et large de 16 m, bien conservée jusqu’à nos jours, mais autrefois couverte. Elle était ceinte au rez-de-chaussée d'une galerie : l'emplacement des poutres destinées à maintenir sa couverture est visible sous les fenêtres du 1er étage.
Ce temple situé à l'extérieur de la cité est sans doute lié à tort au culte du dieu Janus, dans un faubourg à caractère rural, qu'on ne saurait comparer à la ville « officielle », comprise à l’intérieur des remparts.
Première restauration en 1874 par Jean Roidot-Déléage.

### Pyramide de Couhard

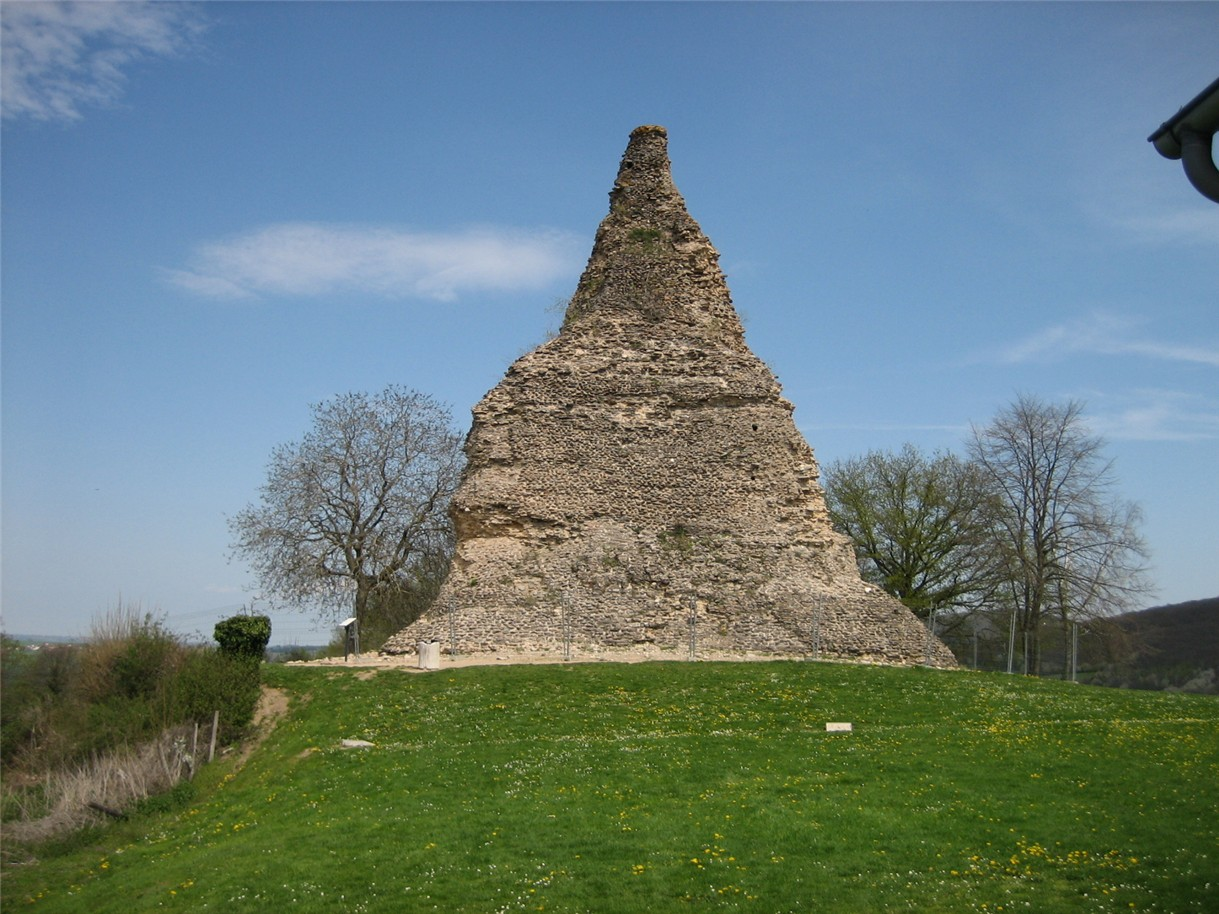
Pyramide de Couhard.

Ce monument fut sans doute construit au Ier siècle apr. J.-C. Seul le blocage intérieur nous est parvenu. Il était recouvert d'un parement régulier formant une pyramide et atteignait environ 33 m. La pierre se dressait dans une des grandes nécropoles de la cité : les cimetières de toutes les villes romaines se situaient toujours en dehors des murailles. La pierre de Couhard dont l'interprétation a donné lieu à de nombreuses controverses, était donc très probablement un monument funéraire : un tombeau recouvrant les restes d'un défunt, ou un cénotaphe, célébrant sa mémoire.
Cette pyramide apparaît aujourd'hui percée d'un orifice, dû à des fouilles effectuées en 1640. Au XIXe siècle, d'autres fouilles ont eu lieu, infructueuses elles aussi. On a toutefois trouvé à la base du monument une « tablette magique » du IIe siècle portant des inscriptions maléfiques en latin et en grec.
La Pierre de Couhard se situe à proximité de la cascade de Brisecou.

## Commerce et technologie

### Fours de potier
On a retrouvé des traces de nombreux fours de potier, car la cité était, dès la fin du Ier siècle, « l'un des grands centres de production de céramique des Gaules ». L'atelier du potier Pistillus, au IIIe siècle était particulièrement renommé car il avait mis au point une technique de cuisson à l'abri des flammes, évitant ainsi de noircir les objets. Son atelier produisait statuettes, plats dorés de mica et vaisselle fine aux reflets de métal exportés jusque sur les bords du Danube. L'un de ces fours a été reconstitué par les archéologues et met en lumière le processus de fabrication de céramique romaine, depuis l'argile brute jusqu'à la poterie.

### Verre
En novembre 2020, au cours de la fouille des 230 sépultures d'une importante nécropole, les archéologues découvrent un vase en verre diatrète (ouvragé) de la fin de l'époque romaine. Sur la quinzaine d'exemplaires de ce type dans le monde, c'est le premier que l'on ait trouvé sur le territoire de la France. Au cours de l'année 2021, la coupe a fait l'objet d'un minutieux travail de restauration en Allemagne, car les centaines de fragments ne tenaient ensemble que par la terre qui les entourait. Haute de 12,6 cm pour un diamètre de 15 cm, la coupe pèse au total 196 grammes et le verre à son bord ne mesure que deux millimètres d'épaisseur. Elle est ornée de motifs sculptés et une inscription latine en lettres capitales en fait le tour formant les mots « (la) Vivas feliciter » (« Puisses-tu vivre heureux »).